# Selecta 16
La AgfaPhoto Selecta 16 è una fotocamera bridge gemella della Selecta 14 che presenta un sensore 4,62 x 6,16 mm CCD e una risoluzione di 16 megapixel, distribuita nel 2011, con le fotocamere: Selecta 14, Precisa 1430, Optima 145, Optima 147.

## Tecnologia
Rispetto alla gemella la Selecta 16 offre un sensore d'immagine con una risoluzione maggiore, autofocus con una portata maggiore, l'utilizzo della tecnica HDR per poter fare calcoli sulla luminosità anche in spazi ampi. Mostra 4 punti di autofocus in più, facilitando la messa a fuoco e l'identificazione dei volti in una foto, inoltre c'è la possibilità di compensare il valore di esposizione per poter poi misurare solo la luce sulla faccia dei soggetti, infine dispone di uno zoom 15X ottico.

## Target di utenza
Essendo al momento la top della gamma di fotocamere AgfaPhoto, anche se il prezzo all'incirca non cambia molto dalla gemella, le considerazioni da fare sono sempre le stesse, essendo una fotocamera bridge. Avendo uno schermo elettronico, almeno si può inquadrare e scattare anche se il sole rende inutilizzabile lo schermo LCD. I controlli manuali la rendono poi più appetibile ad un pubblico che richiede qualcosa in più di una compatta "guarda e scatta". Infine il prezzo di questo modello specifico è paragonabile a quello di una compatta di fascia media.

## Concorrenza
Le principali case, concorrenti dell'Agfa nella produzione di fotocamere bridge sono: Nikon, Canon, Pentax, Olympus, Fujifilm, Minox, Lumix, Samsung